# Vriesea orjuelae
Vriesea orjuelae är en gräsväxtart som beskrevs av Lyman Bradford Smith. Vriesea orjuelae ingår i släktet Vriesea och familjen Bromeliaceae. Inga underarter finns listade i Catalogue of Life.